# Steam Deck
La Steam Deck es una PC de juegos portátil desarrollada por Valve Corporation. Lanzado el 25 de febrero de 2022, Steam Deck se puede usar como PC portátil o de sobremesa usando un monitor externo. Algo parecido a lo que ofrecen los PC portátiles, aunque con un factor forma distinto. El dispositivo está  diseñado para soportar gran parte de la biblioteca de Steam utilizando SteamOS 3.0, un sistema operativo que estriba en un kernel Arch. Esto permite el soporte de un gran número de juegos de PC de Windows a través de la capa de compatibilidad Proton utilizando Linux. El sistema es una plataforma abierta que permite a los usuarios instalar otros juegos compatibles con el dispositivo o incluso otros sistemas operativos.

## Historia
La primera aventura de Valve con herramientas de hardware fue con Steam Machine, una especie de ordenador basado en un el sistema SteamOS, derivado de Linux, que podía ser adoptado por cualquier fabricante de ordenadores para crear sistemas optimizados para ejecutar Steam y sus juegos. Tras su presentación en 2015, la plataforma no se vendió bien, y Valve la acabó retirando en abril de 2018, aunque declaró que quedaba con la decisión a proporcionar algún tipo de plataforma de hardware abierto. Steve Dalton, diseñador de Steam Deck, dijo: «Siempre surgía el clásico problema del huevo o la gallina con Steam Machine», ya que al estar basada en un derivado de Linux era necesario que todos los juegos estuvieran disponibles en dicha plataforma. La carencia de disponibilidad de títulos para Linux en las fechas de salida de Steam Machine hizo que Valve decidiera invertir en Proton, una capa de compatibilidad basada en Linux pero que permitía ejecutar aplicaciones y juegos de Microsoft Windows sobre ella sin ninguna modificación.
Otros factores de Steam Machine se iban aproximando al objetivo de la Steam Deck. El mando Steam Controller fue desarrollado por Valve como periférico de Steam Machine. Algunos prototipos del mando incluyeron pequeñas pantallas LCD en la zona central del mando, que se podía programar como segunda pantalla junto al juego que el usuario estaba reproduciendo. Una idea de este prototipo era incluir Steam Link, un dispositivo de hardware capaz de retransmitir el contenido de un juego desde un ordenador que está ejecutando Steam a un monitor diferente, como una pantalla de televisión, pero enfocándolo a la pequeña pantalla LCD del mando. Con el tiempo, esto acabó siendo una idea primitiva para que Valve acabase desarrollando el Steam Deck.
Los rumores de que Valve estaba trabajando en una consola portátil surgieron a mitad de mayo de 2021, por unas notas de una actualización de Steam que hablaban de un «dispositivo SteamPal» y comentarios de Gabe Newell, director ejecutivo de Valve, relacionando a Valve con el desarrollo de videoconsolas. Ars Technica fue la primera en confirmar que Valve estaba desarrollando un hardware.
Valve reveló Steam Deck el 15 de julio de 2021, anunciando la posibilidad de precomprarla al día siguiente. Sus planes iniciales fueron poder empezar a enviar las primeras unidades a EE. UU., Canadá, la Unión Europea y Reino Unido en diciembre de 2021, y al resto de regiones en 2022. Las precompras se limitaron a aquellas cuentas de Steam creadas antes de junio de 2021, para impedir que lo comprasen usuarios fantasma con el fin de revenderlas. El mismo 16 de julio de 2021 colapsaron los servidores de reservas para la precompra debido a la demanda que supuso. Aunque los envíos todavía estaban planeados para diciembre de 2021, Valve informaba a los nuevos compradores de que la disponibilidad podría retrasarse, con los modelos de 64 y 256 GB NVMe, con previsiones de segundo trimestre de 2022 y del modelo de 512 GB NVMe para el tercer trimestre de 2022.
Newell dijo sobre Steam Deck que «como jugador, este es el producto que siempre he querido tener. Y como desarrollador de videojuegos, es el dispositivo portátil que siempre he deseado para nuestros socios.» Según Newell, quisieron ser «muy agresivos» con la salida y su estrategia de mercado, considerando los dispositivos móviles como su principal competidor. De todos modos, su objetivo principal era el rendimiento de la unidad; Newell declarado «pero lo primero era el rendimiento y la experiencia de juego, (ese) era el aliciente más grande y más fundamental que dirigía este proyecto.» Newell reconoció que el precio base era un poco más alto de lo que se esperaba y «doloroso», pero era necesario para saber si cumplía con las expectativas de los jugadores que querían la Steam Deck. Newell continuó diciendo que cree que este nuevo producto es el origen de una categoría de hardware en la que tanto Valve como otros fabricantes de PC participarían si Steam Deck resulta ser exitosa y por ello es necesario mantener el precio de la unidad razonable para demostrar su viabilidad. La capacidad de gestión personal del sistema era también una característica clave según Newell, definiendo esto como un «superpoder» de gestión de espacio personal, como si de un PC se tratase, frente a los sistemas de consola típicos. Newell no quiso ponerse ningún tipo de limitación a lo que el usuario sería capaz de hacer con dicho hardware, dejando entrever que se podrían instalar softwares ajenos a Steam.
Los desarrolladores de Steam Deck consideraron que su consola portátil está a prueba del paso del tiempo. Sus especificaciones son modestas, comparadas con un PC de última generación , pero más que suficientes para se asequible en cuanto al rendimiento de juegos de última generación durante varios años, siempre con vistas a posibles mejoras de software, como añadir AMD FidelityFX.

## Hardware

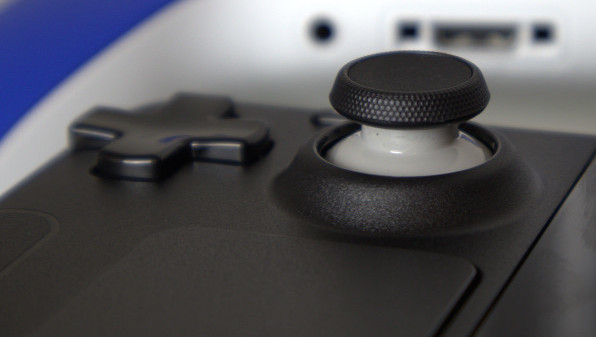
Cruceta y Joystick

Steam Deck incluye una unidad de procesado AMD, construida por AMD, con arquitecturas Zen 2 y RDNA 2, con una CPU de cuatro núcleos/ocho hilos y una GPU de ocho unidades, estimando un rendimiento de 1,6 TFLOPS. Tanto la CPU como la GPU tienen frecuencias variables, con una CPU que funciona entre 2,4 y 3,5 GHz y una GPU entre 1,0 y 1,6 GHz según las necesidades del procesador actual. Valve declaró que su CPU tiene un rendimiento comparable a los procesadores Ryzen 3000 de ordenador de sobremesa y su GPU un rendimiento comparable a la serie Radeon RX 6000. Steam Deck incluye una RAM de 16 GB de LPDDR5 en una configuración de cuatro canales.
La unidad estará disponible en tres modelos, variando su almacenamiento interno. El modelo base incluirá una unidad eMMC con 64 GB de almacenamiento interno, con una PCI Express 2.0 x1. El modelo intermedio incluirá 256 GB de almacenamiento a través de una SSD NVMe, mientras la unidad más alta incluirá una SSD NVMe de 512 GB, ambos con una PCI Express 3.0 x4. Valve ha declarado que la memoria interna no está pensada para ser reemplazable, ni será necesario hacerlo a menos que sea por motivos de reparación. Sí han dicho que el espacio de almacenamiento podrá ser ampliado a través de una ranura para tarjetas microSD, que también soportará formatos microSDXC y microSDHC.
El uso principal de Steam Deck está destinado al uso portátil. Incluye una pantalla táctil LCD de 7 pulgadas (180 mm) y una resolución de 1280x800 píxeles, con una frecuencia de refresco de 60 Hz; los juegos se configurarán para usar la sincronización vertical (Vsync) si fuese posible. La unidad cuenta con dos palancas a modo de joystick, un control de dirección, botones ABXY, dos botones superiores en las esquinas superiores de la unidad, cuatro botones adicionales en la parte trasera, así como dos trackpads bajo cada joystick. Los sticks y trackpads usan sensores capacitivos, y la unidad incluye un giroscopio para que los más especializados puedan controlarlo de forma portátil. La unidad también incluye un control háptico.
Steam Deck tiene conectividad Bluetooth para conectar periféricos e incluye un soporte de red WiFi con estándares IEEE 802.11a/b/g/n/ac. Steam Deck cuenta con un sistema de sonido estéreo mediante un procesador de señales digitales e incluye tanto un micrófono integrado como un conector jack para cascos y auriculares con micrófono.
Steam Deck incluye una batería de 40 vatios/hora que, según Valve, se estima que para «usos ligeros, como retransmisión de videojuegos, juegos 2D o navegar por Internet» puede durar entre 7 y 8 horas de actividad. Valve estimó que con mantener el índice de fotogramas por segundo en torno a 30 FPS, juegos como Portal 2 podrían jugarse durante cinco o seis horas. El software del sistema incluirá un limitador de FPS opcional que equilibrará el rendimiento del juego para optimizar la duración de la batería.
Las primeras unidades de Steam Deck se fabricarán en negro para reducir costes, aunque Valve declaró que en el futuro se introducirían otros colores e incluso temas decorativos para sus consolas.
También se comercializará una base independiente para Steam Deck, disponible por separado. Esta base podrá conectarse a una fuente de alimentación externa y a un monitor o televisión mediante cualquier sistema HDMI o DisplayPort para poder retransmitir la imagen del Steam Deck en él. Aunque limitado por la velocidad del procesador, Steam Deck podría lograr reproducirse en resolución 8K a 60 Hz o 4K a 120 Hz. El único cambio de rendimiento de Steam Deck depende de si se encuentra en la base o se está usando en modo portátil. La base también puede tener conectividad de red de Ethernet ranuras para conexiones USB, permitiendo añadir controladores, mandos y demás periféricos de entrada. Steam Deck también funcionará con cualquier estación base de terceros que sea compatible con tipos de interfaz similares para dispositivos portátiles.

## Software

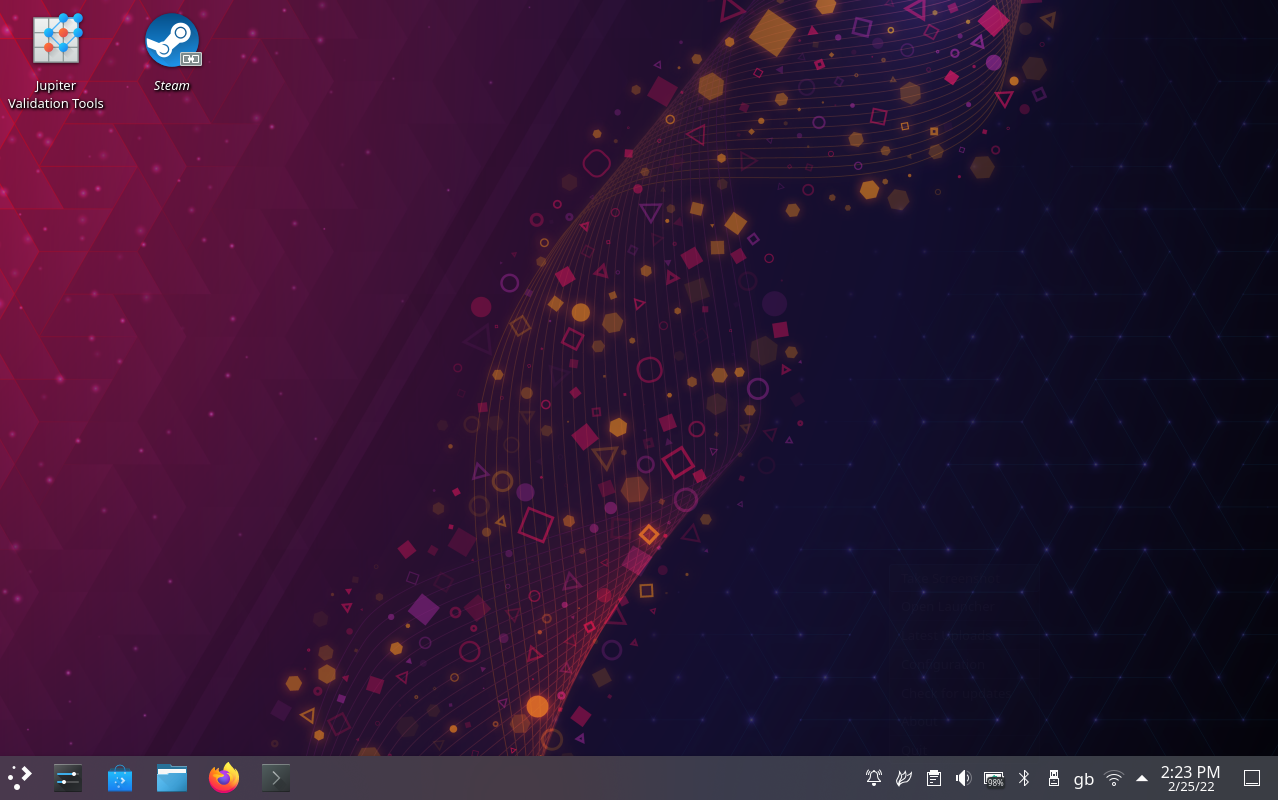
SteamOS 3 con KDE Plasma 5.23

Steam Deck ejecutará una versión modificada de Arch Linux, llamada SteamOS, una iteración anterior a la que usó Steam Machine, ahora con compatibilidad para Proton, una capa de compatibilidad que permite ejecutar juegos y aplicaciones de Windows en un sistema operativo basado en Linux. Según ProtonDB, una base de datos de usuario ejecuta compila información sobre la compatibilidad de los juegos de Steam en Linux usando Proton, muchos de los juegos más populares de Steam aún no son completamente compatibles con Proton principalmente, debido a controles antitrampas o gestión de derechos digitales (DRM). Valve ha declarado que están trabajando con los proveedores para buscar las soluciones más efectivas y mejorar la compatibilidad con Proton, mientras además animan a Linux a realizar versiones más desarrolladas. Valve ha asegurado que tras probar todo tipo de juegos disponibles en Linux o compatibles con la capa de Proton, no se ha encontrado ni un solo juego que no se haya podido reproducir a mínimo 30 FPS de forma portátil, un rendimiento comparable a las consolas de octava generación. Habrá una interfaz de programación de aplicaciones (API) para Steam Deck disponible para desarrolladores de juegos, que permitirá establecer ciertos ajustes para Steam Deck, comparándolo con un PC normal.
El cliente de Steam en Steam Deck ejecutará una versión revisada del cliente actual para escritorio. Será similar al modo de Steam Big Picture, añadiendo funciones y elementos de interfaz para facilitar la navegación mediante los mandos de Steam Deck y sus indicadores propios de dispositivos portátiles, como indicador de batería y conectividad inalámbrica. Valve anticipa que probablemente realiza una interfaz total de Big Picture para Steam Deck en el futuro. La versión de Steam para Steam Deck cuenta con todas las demás funciones de Steam, incluyendo perfiles de usuario y lista de amigos, acceso a comunidades de juego, datos en la nube y Steam Workshop. El cliente de Steam para Steam Deck también incluye la característica de Remote Play, permitiendo que el usuario retransmita los juegos desde un PC conectado a la misma red que Steam Deck. El software de Steam Deck también será capaz de dejar juegos en suspensión en segundo plano, una característica que Valve ha querido añadir desde un inicio y ha llevado tiempo, esfuerzo y discusiones con AMD para conseguir que funcione correctamente.
Cuando se lance en el momento previsto, los usuarios tendrán que descargar sus juegos desde la tienda a su almacenamiento de Steam Deck o a su tarjeta SD, cada dispositivo de almacenamiento funcionará como una biblioteca de Steam independiente. Esto permitirá que las tarjetas SD se puedan intercambiar como distintas bibliotecas con solo cambiarlas. Valve está investigando la capacidad de precargar juegos en una tarjeta SD fuera de Steam Deck, por ejemplo desde un PC.
A pesar de que Steam Deck se desarrollará para ejecutar juegos de Steam, podrá cargarse software de terceros en ella, es decir, tiendas alternativas como la de Epic Games, Xbox Game Pass u Origin o plataformas de juego en la nube como Google Stadia y Amazon Luna si soporta Windows 10. El usuario incluso puede escoger reemplazar SteamOS con un sistema operativo diferente.

## Recepción

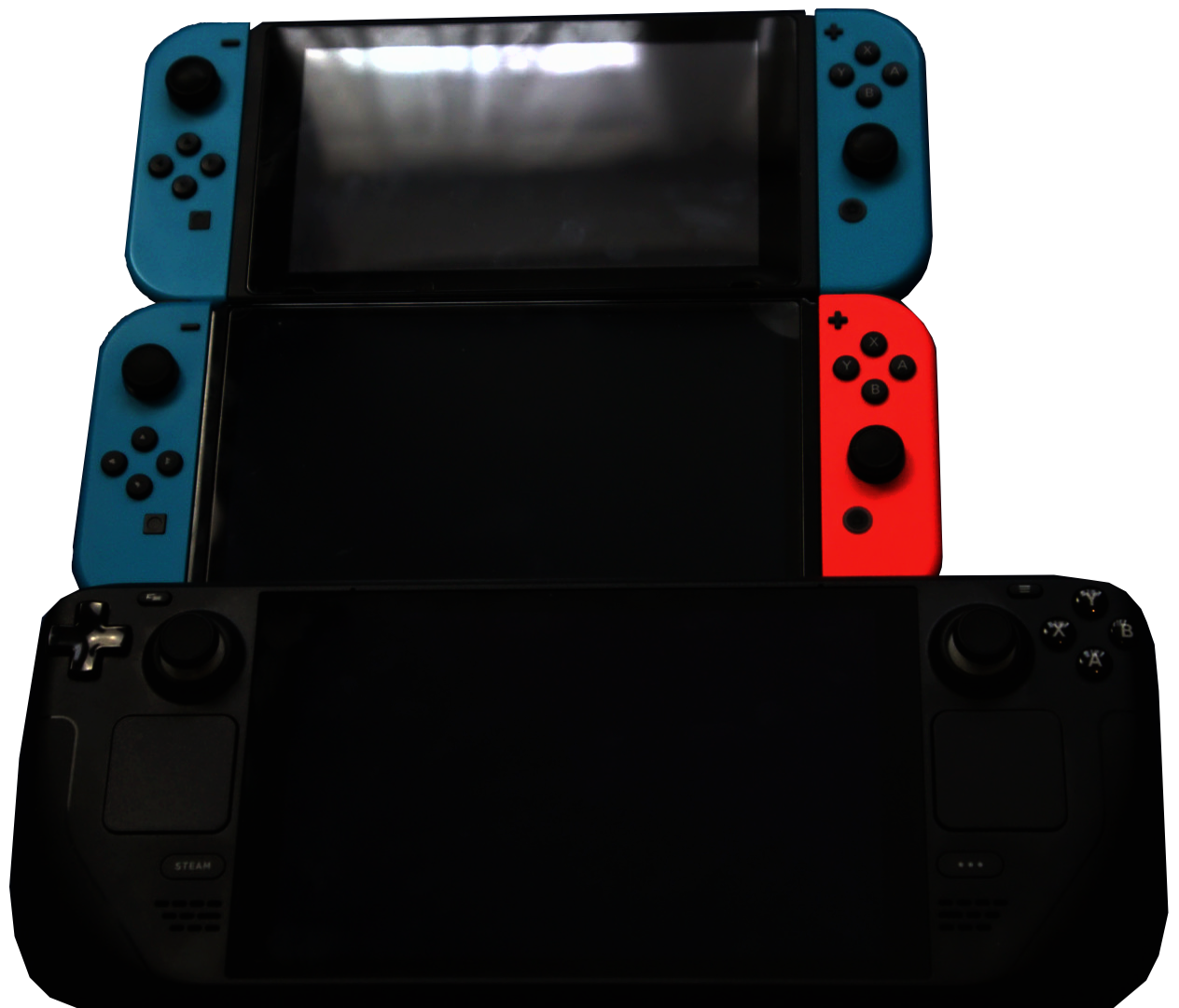
Comparación del tamaño de la Nintendo Switch, Nintendo Switch OLED y Steam Deck.

La reacción inicial al anuncio de Steam Deck fue muy positiva. Tim Sweeney, de Epic Games, y Phil Spencer, de Xbox Game Studios, alabaron el trabajo de Valve con Steam Deck, Sweeney dijo literalmente «¡asombrosa jugada de Valve!» y Spencer los felicitó diciendo «logrando entusiasmarnos a muchos de nosotros por hacer realidad nuestro sueño de jugar a nuestros juegos allá donde queramos».
Muchos expertos han comparado Steam Deck con Nintendo Switch, generalmente reconocida como la primera videoconsola híbrida. Valve ha declarado que no ha tenido en cuenta realmente la Switch al diseñar la Steam Deck, sino que simplemente «intentaron tomar todas las decisiones en Steam Deck que realmente pensaban que la audiencia iba a desear, para que los clientes pudieran disfrutar de todos los juegos que ya tenían en aquella plataforma, en nuestra plataforma» y, que por casualidades, salió un dispositivo que era similar a la Switch. The Verge dijo que generalmente, Steam Deck era una máquina más potente comparada con Switch, pero que ese poder ha sido un trueque por duración de batería en comparación a la Switch. Además, The Verge reconoció que las especificaciones de Steam Deck eran más comparables a las de consolas de octava generación como Xbox One y PlayStation 4, aunque utilizando una tecnología más reciente y mejores arquitecturas de gráficos. Digital Foundry destacó que a pesar de que el hardware de Steam Deck pudiera ser más potente, los desarrolladores son más amplios que los que generan juegos específicos para Switch. Por lo tanto los juegos en Switch pueden ser mucho más optimizados para ese sistema, mientras que los juegos en Steam Deck pueden resultar más complicados de optimizar para ese dispositivo concreto. Según Digital Foundry, estos dos sistemas acabarán compitiendo. Aun así, esto puede no importar debido a la adopción de API de gráficos bajos de Vulkan compatible con la GPU RDNA 2 de Steam Deck.